# Vist
Vist – polski zespół wokalny z Poznania, istniejący w latach 1979-1981.

## Historia
Zespół powstał w 1979 roku w Poznaniu z inicjatywy absolwentów tamtejszego Studia Sztuki Estradowej: Małgorzaty Ostrowskiej, Wandy Kwietniewskiej, Bożeny Kraty, Miry Roszkiewicz, Grzegorza Stróżniaka i Andrzeja Sobolewskiego. Zespół prezentował na estradzie własny repertuar (głównie standardy swingowe i rock and rollowe), częściej jednak towarzyszył innym wykonawcom, takim jak: Hanna Banaszak, Ewa Bem, Krzysztof Krawczyk i Betty Dorsey podczas jej tournée po Polsce (z akompaniamentem Alex Bandu albo orkiestry Zbigniewa Górnego). W 1980 roku formacja wystąpiła podczas XVIII KFPP w Opolu, gdzie zaśpiewała piosenkę pt. Dziwny film. W czerwcu tego roku wykonywana przez Vist piosenka Poszedł w świat (muz. M. Szymański, sł. A. Sobczak) zajęła I miejsce w plebiscycie radiowego Studia Gama. W tym okresie grupa występowała w kwartecie: M. Ostrowska, W. Kwietniewska, G. Stróżniak i A. Sobolewski. Na przełomie lat 1980/81 menedżerem zespołu został Piotr Niewiarowski.  Zespół Vist przekształcił się z czasem w Rock Vist Band, potem w Skandal, a w 1981 roku w Lombard, w skład którego weszła trójka wokalistów Vistu: M. Ostrowska, W. Kwietniewska i G. Stróżniak. A. Sobolewski trafił do Spirituals and Gospel Singers.

## Dyskografia[4]

### Kompilacje
- 1980: Plebiscyt Studia Gama 10 (MC, Wifon MC-0161)

### Zespół sesyjny
- 1980: Plebiscyt Studia Gama 9 (MC, Wifon MC-0140)
- 1980: Hanna Banaszak – Moknie w deszczu diabeł (EP, Tonpress – S-315, S-316)

### Nagrania radiowe
- P. R. Warszawa: Dziwny film, Poszedł w świat, Szalony maj[5], Co ty wiesz o życiu[6]